# Баро (река)
Баро (Упено) је река која извире на Етиопској висији и тече једним делом као погранични ток између Етиопије и Јужног Судана. Дугачка је 306 km и са Пибором гради ток Собат у Јужном Судану. Настаје од саставница Бирвир и Геба, а главне притоке су јој Алверо и Џикаво. Народ Ањуак који живи око ове реке назива је „Упено“.